# Zespół suszonej śliwki

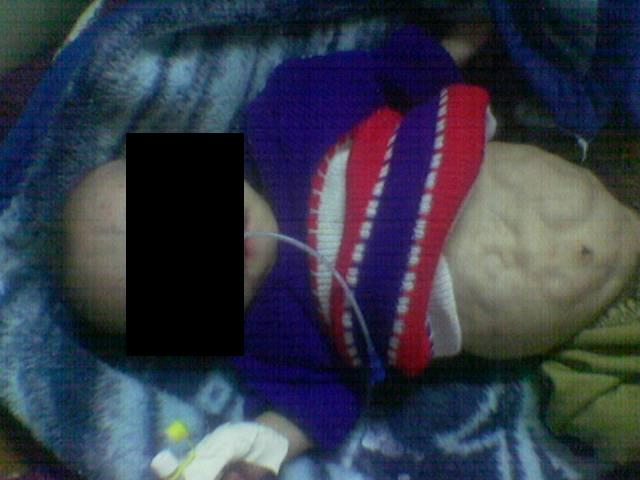
Dziecko z zespołem suszonej śliwki i trisomią 21

Zespół suszonej śliwki (ang. prune belly syndrome) – rzadki zespół wad wrodzonych. Nazwa zespołu pochodzi od pomarszczonej skóry powłok brzusznych, stanowiącej częsty element obrazu klinicznego. Ponadto występuje częściowy lub całkowity brak mięśni brzucha, wnętrostwo, malformacje układu moczowego. Częstym powikłaniem tych ostatnich są nawracające infekcje dróg moczowych i niewydolność nerek.
Zespół znany jest też pod eponimicznymi nazwami zespołu Fröhlicha lub zespołu Obrinsky'ego.